# Lingenfeld (Verbandsgemeinde)
Lingenfeld est une Verbandsgemeinde (collectivité territoriale) de l'arrondissement de Germersheim dans la Rhénanie-Palatinat en Allemagne. Le siège de cette Verbandsgemeinde est dans la ville de Lingenfeld.
La Verbandsgemeinde de Lingenfeld consiste en cette liste d'Ortsgemeinden (municipalités locales):

Localisation du Verbandsgemeinde de Lingenfeld dans l'arrondissement de Germersheim

1. Freisbach
2. Lingenfeld
3. Lustadt
4. Schwegenheim
5. Weingarten
6. Westheim